# Sabbioneta
Sabbioneta és un municipi situat al territori de la província de Màntua, a la regió de la Llombardia, (Itàlia).
Sabbioneta limita amb els municipis de Casalmaggiore, Commessaggio, Rivarolo del Re ed Uniti, Spineda i Viadana.
Pertanyen al municipi les frazioni de Breda Cisoni, Ca' de Cessi, Commessaggio Inferiore, Ponteterra i Villa Pasquali

## Galeria

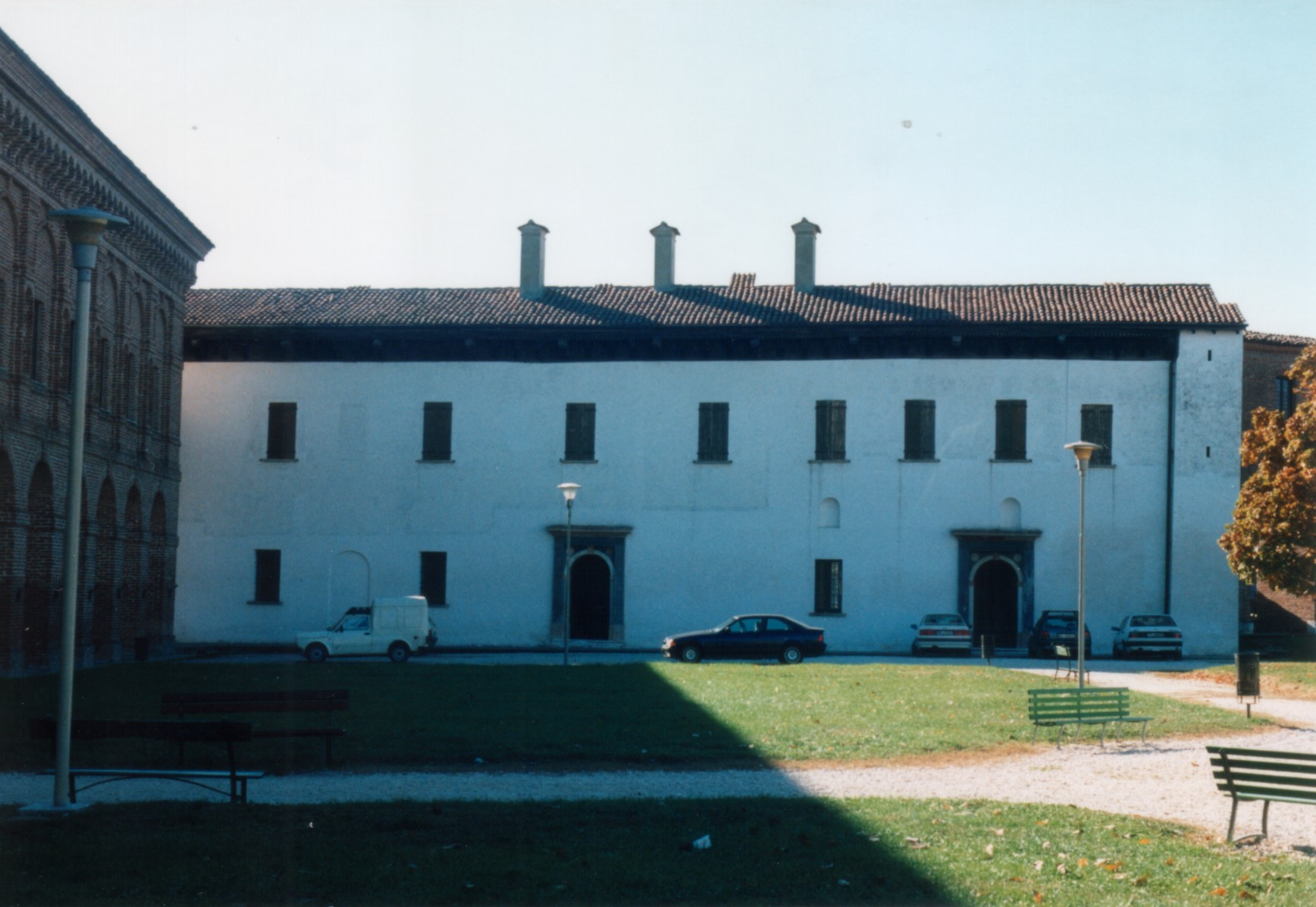
Palau dels Giardino
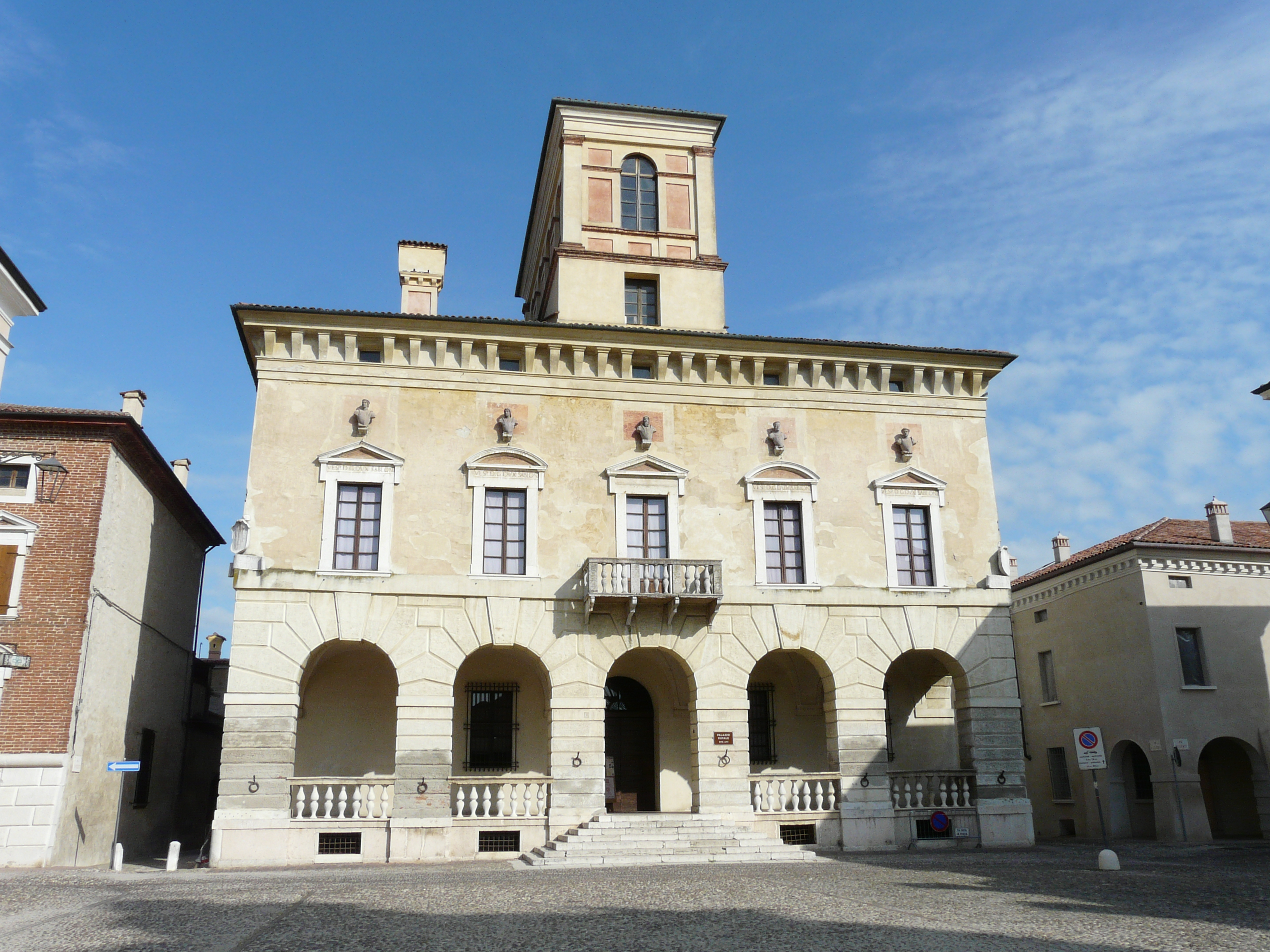
Palau ducal
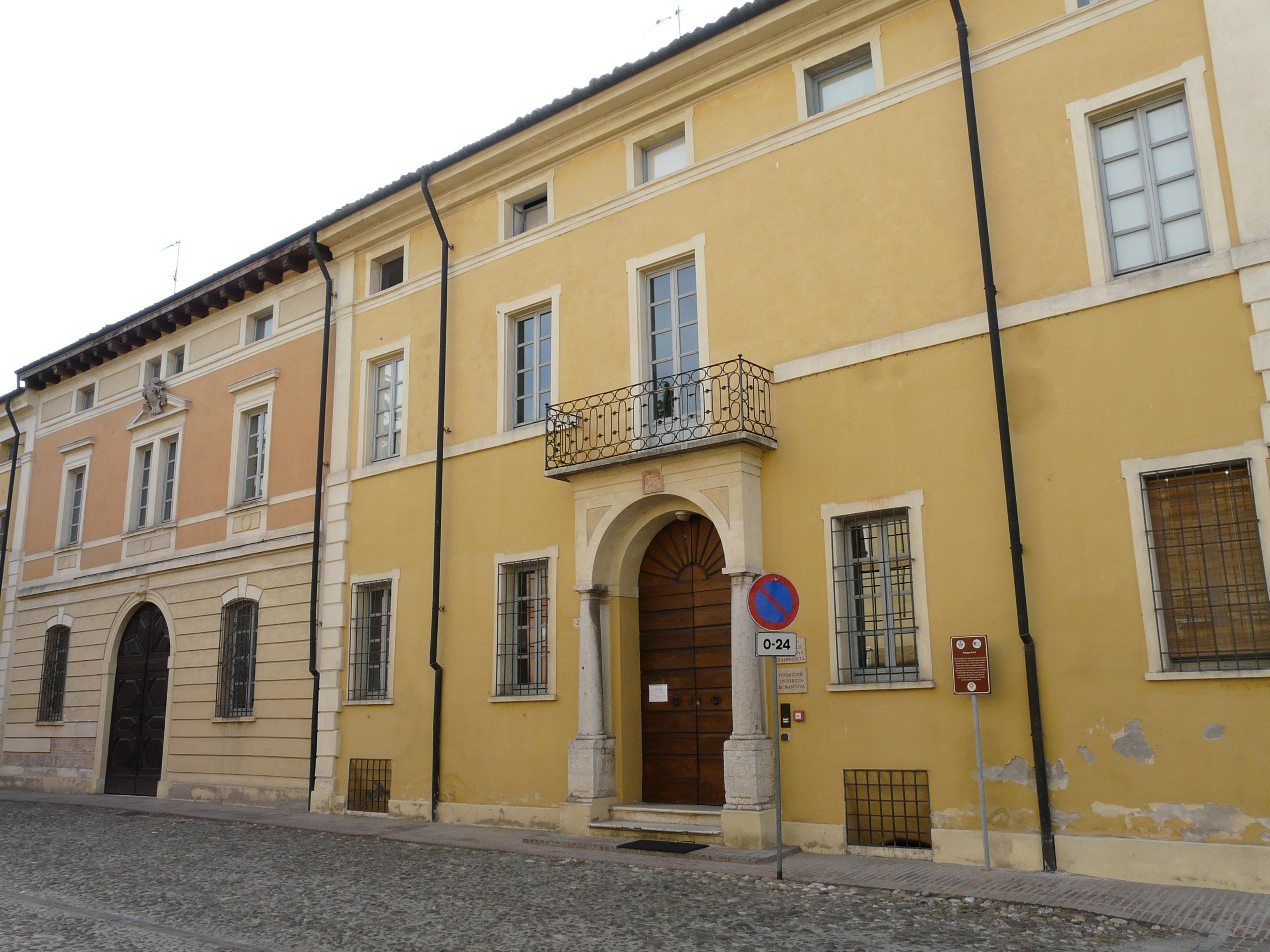
Palau Forti
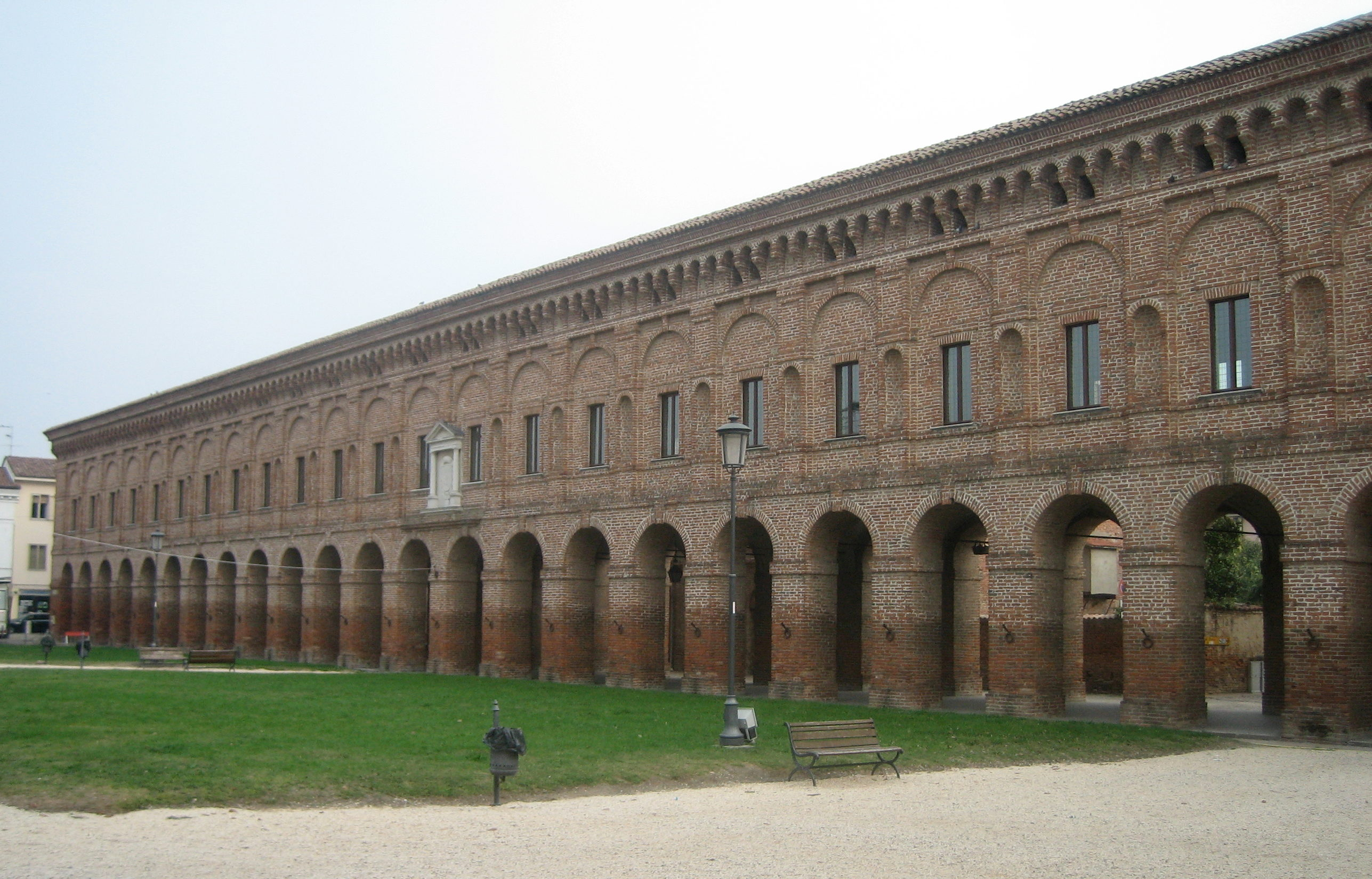
La Galeria dels Antichi
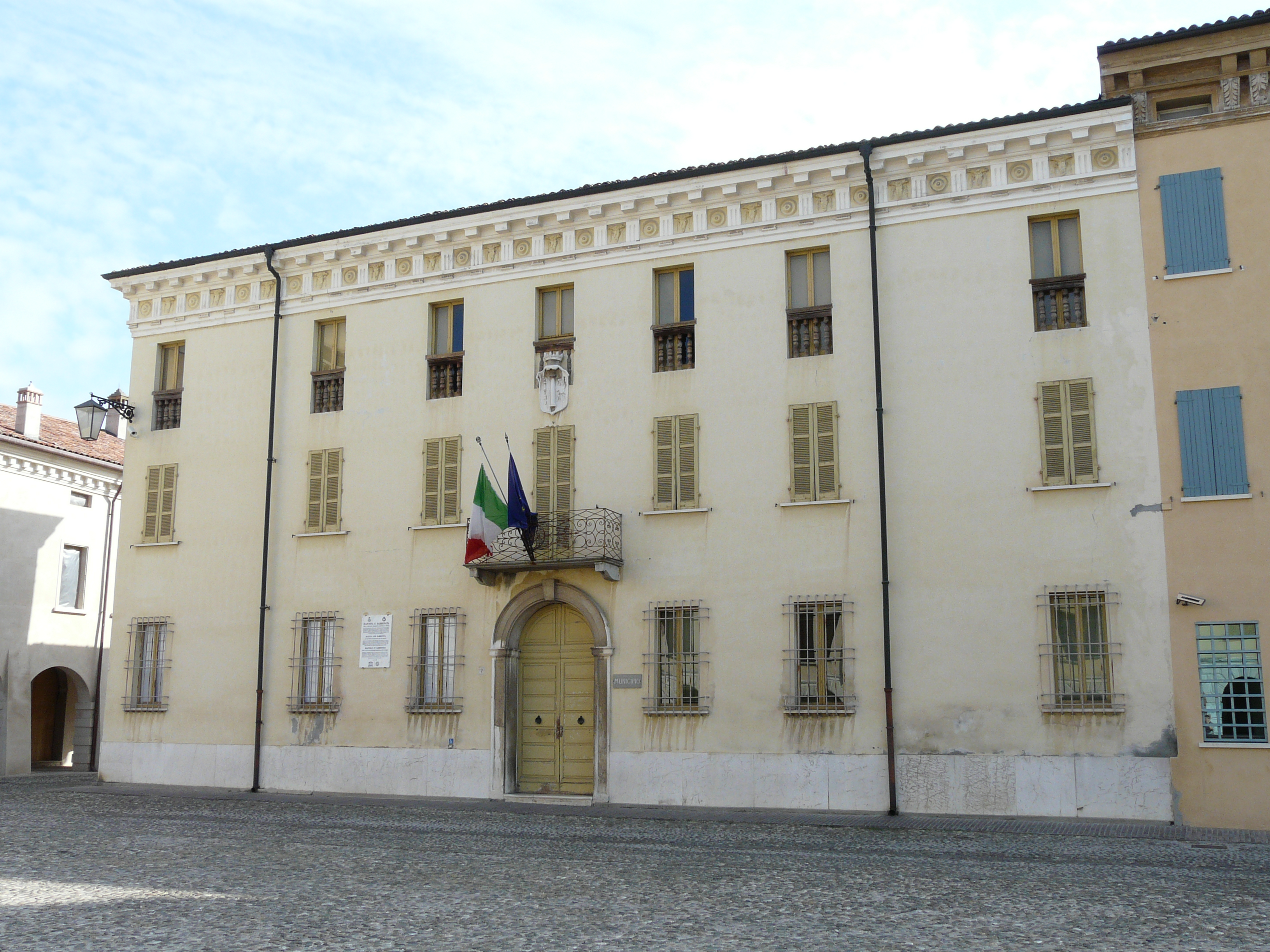
El municipi
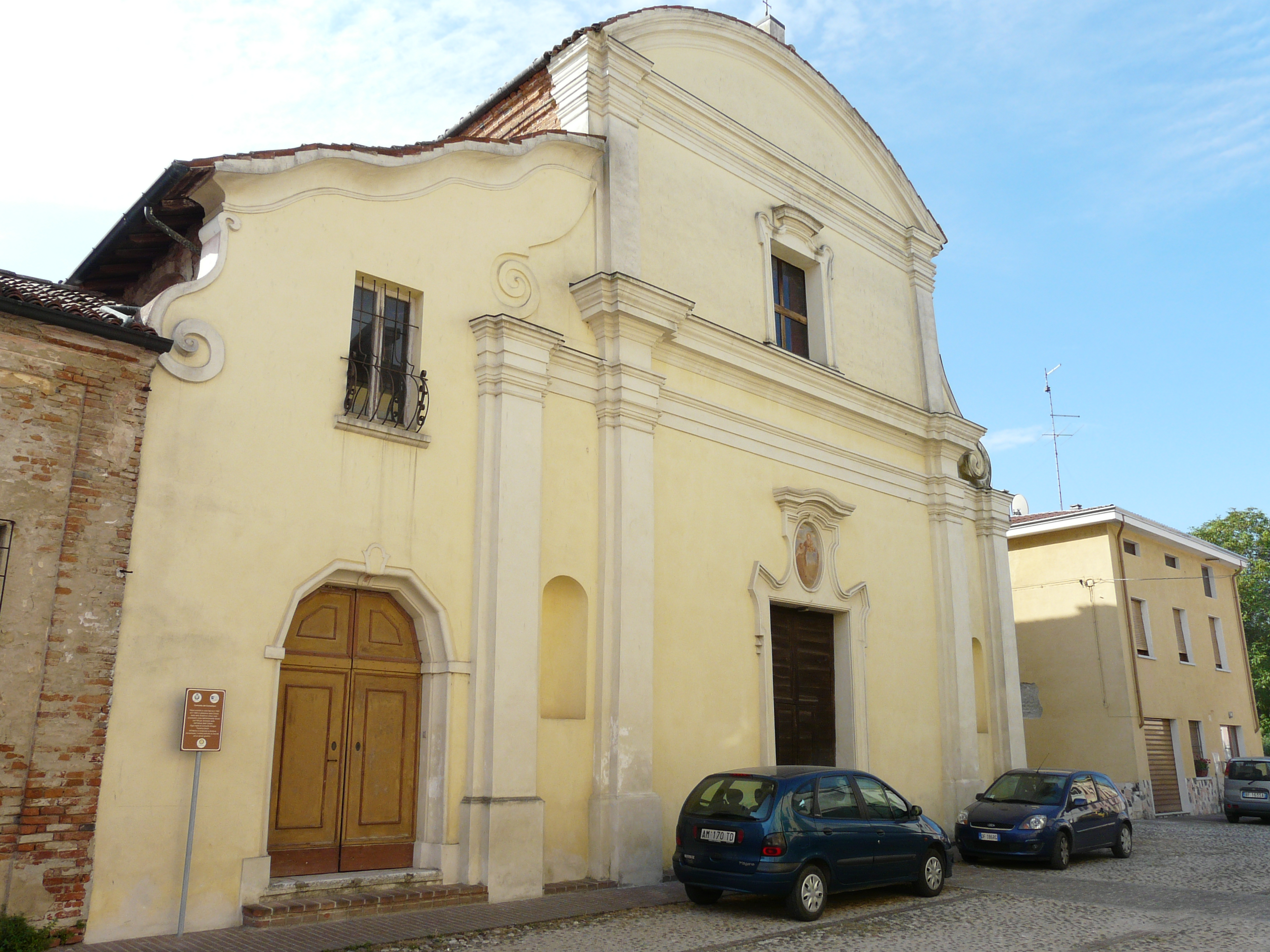
Església del Carmine
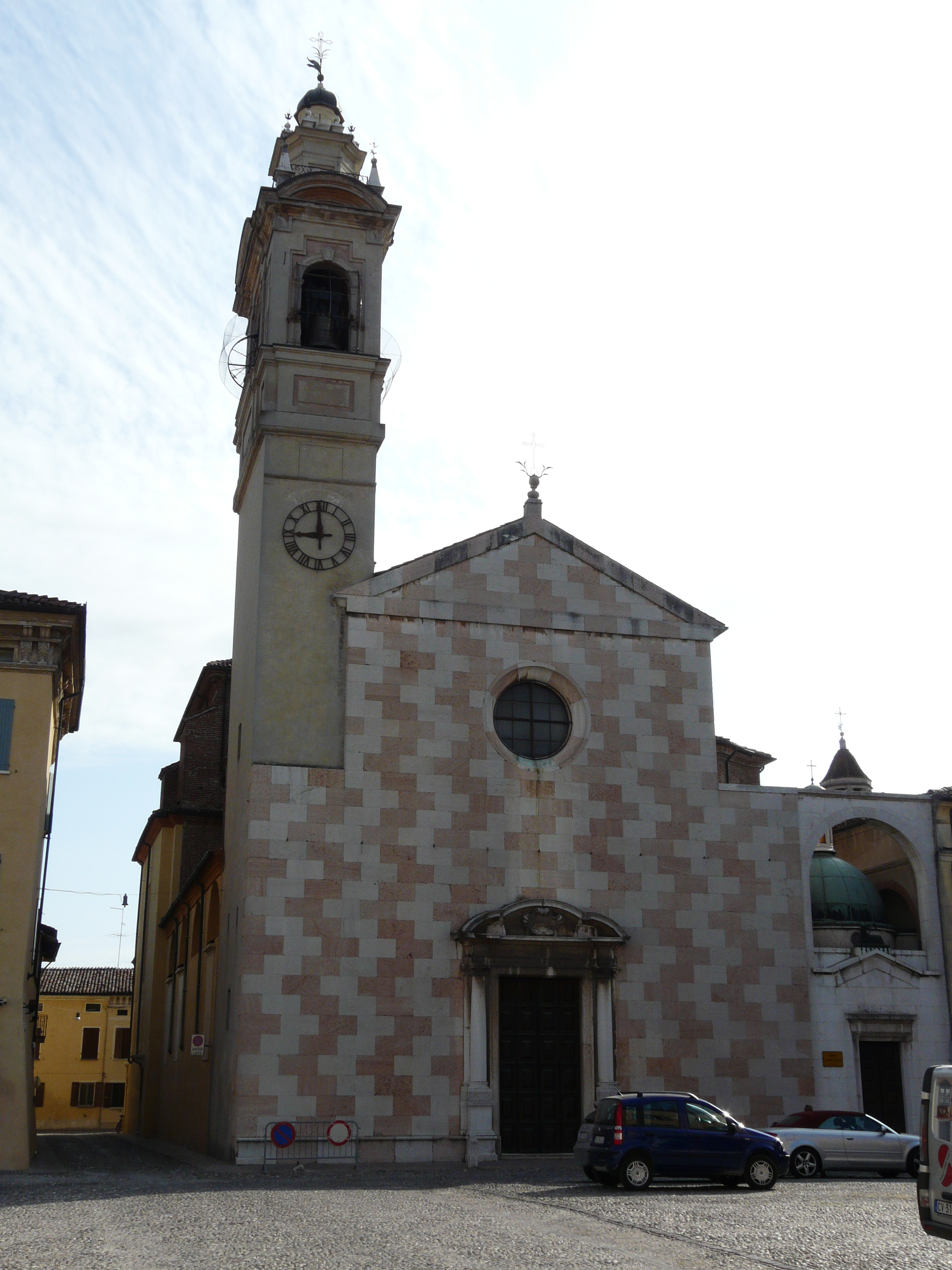
Església di Santa Maria Assunta
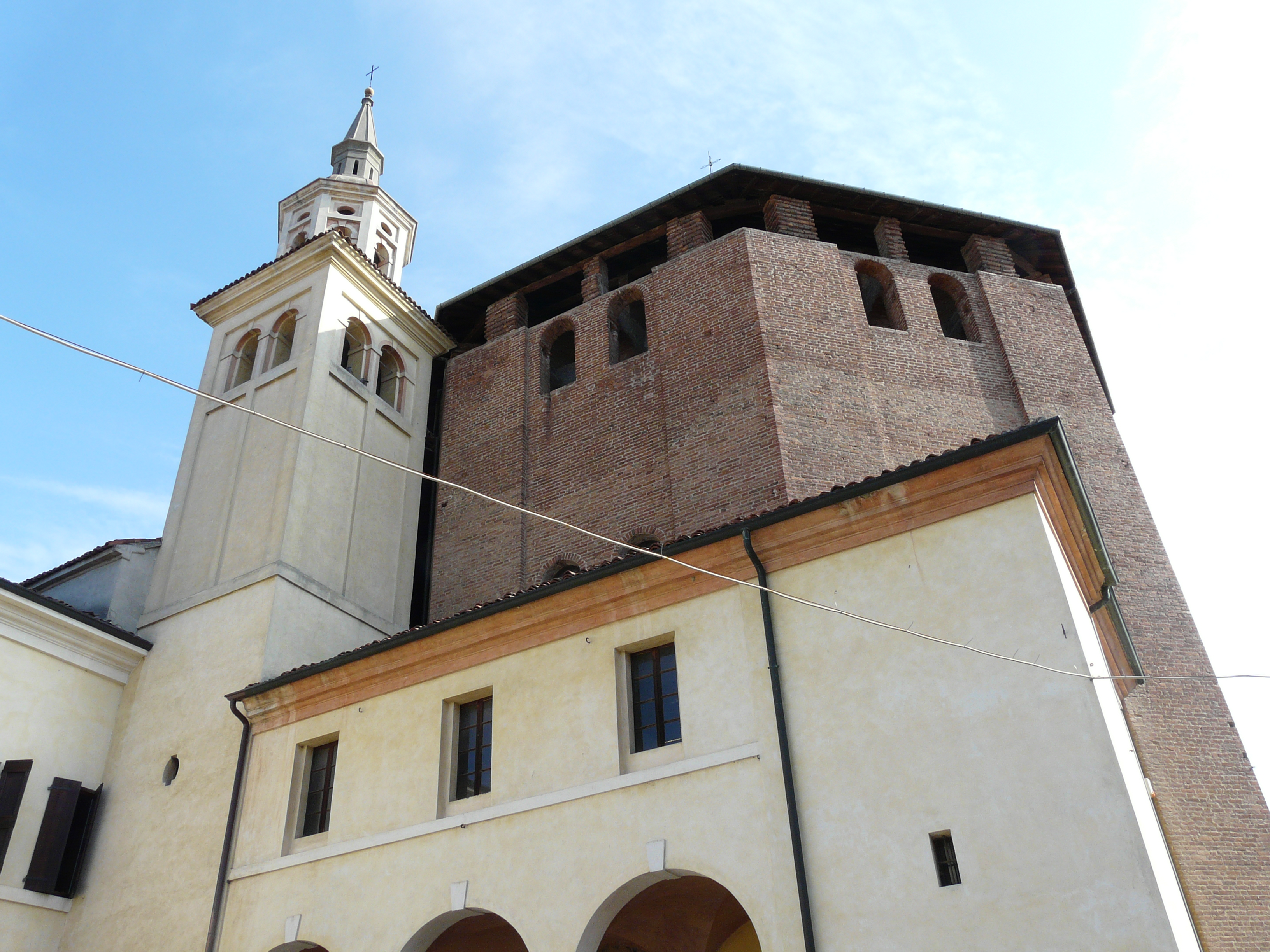
Església della Beata Vergine Incoronata
Localització de Sabbioneta a la província de Màntua